# Parga
Parga (řecky Πάργα) je přímořské město ležící v regionu Epirus v severozápadním Řecku. Žije zde přibližně dvanáct tisíc obyvatel. Rozloha činí 276,5 kilometrů čtverečních. Město je každoročně vyhledávané přímořské letovisko. Současné město Parga vzniklo v roce 2011 sloučením dvou předešlých obcí Fanari a Parga.

## Geografie
Parga je malebné letovisko, které oblévá Jónské moře. Nachází se mezi městy Igoumenitsa a Preveza. Leží přibližně 40 kilometrů od Albánie. Také je nedaleko od ostrovů Paxos, Antipaxos a Korfu. Dělí se na čtyři městské části Agia, Anthousa, Livadari a Parga.

### Městské části
- Agia (Agia, Sarakiniko)
- Anthousa (Anthousa, Trikorfo)
- Livadari (Livadari, Vryses)
- Parga (Parga, Agia Kyriaki, Agios Georgios, Maras, Chrysogiali)

### Pláže
Ve městě Parga se nachází několik pláží a zátok. V historii sloužili jako přístavy nebo kotviště pro lodě. Dnes výrazně přispěly k rozvoji turistického průmyslu. Mezi nejvíce navštěvováné a oblíbené patří Valtos, Kryoneri, Piso Kryoneri, Lichnos, Sarakiniko, Ai Giannakis.

## Historie
První písemná zmínka o Parze pochází z roku 1337. Město běhemu dalších století patřilo mj. Benátkám, Turkům, ale i Angličanům, kteří ji ale prodali Ali Pašovi Janinskému. Poté se mnozí obyvatelé řeckého původu vystěhovali. V roce 1913 se Parga stala součástí Řecka. V roce 1923 Pargu, v rámci výměny obyvatel, opustili Turci a do města se vrátili původní obyvatelé řeckého původu. 

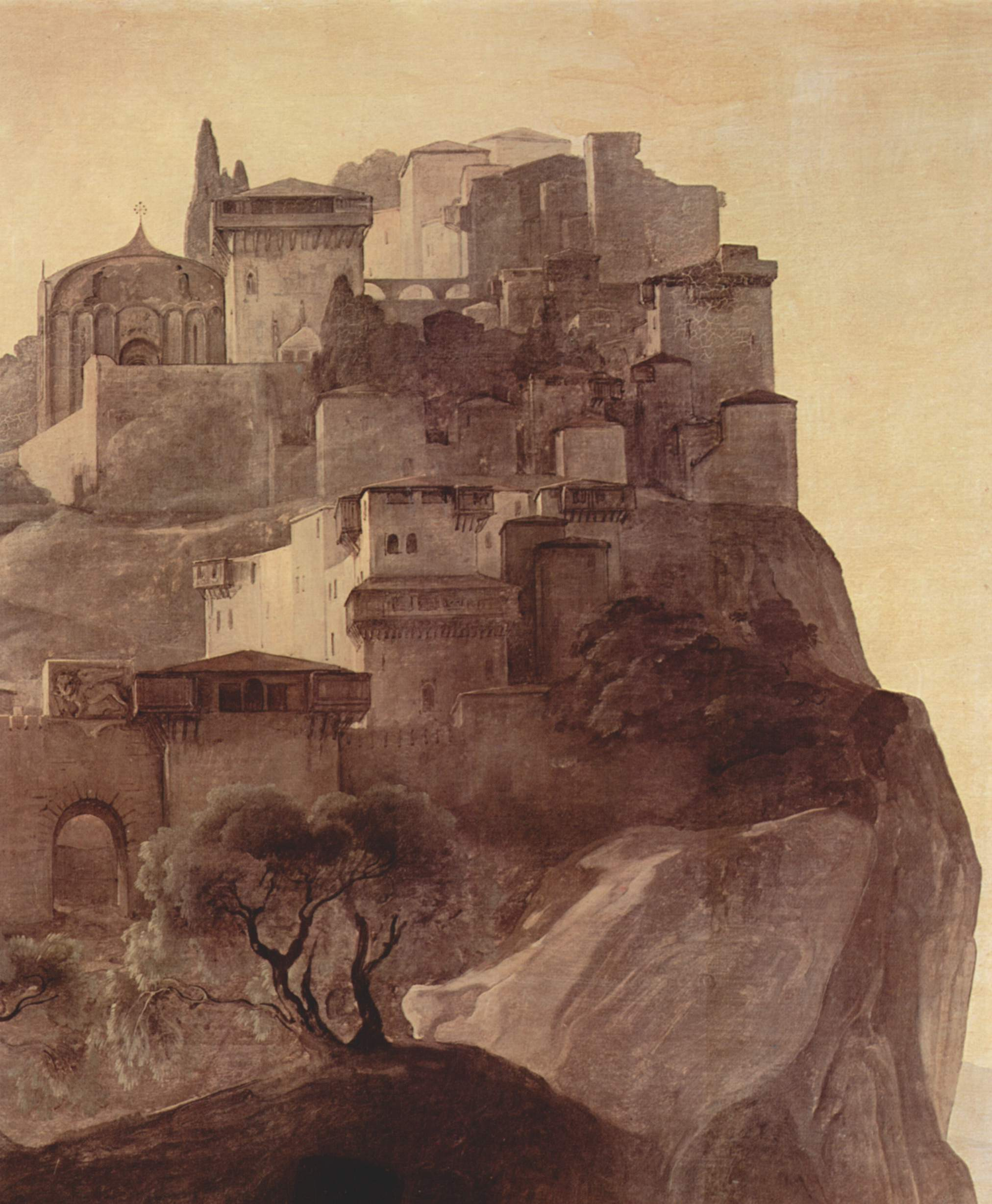
Hrad v Parze

## Hrad
Hrad se nachází na kopci s výhledem na město. Byl využíván k ochraně Pargy z pevniny. Byl postaven na počátku 11. století obyvateli tehdejší Pargy, kteří se s ním chtěli bránit před piráty a Turky. Ve 13. století se v regionu zvýšila kontrola Benátčanů, kteří hrad přestavěli a opevnili. V roce 1452 byla Parga obsazena Turky na dva roky, během obsazení byla zbořena část hradu. V roce 1537 Chajruddín Barbarossa nechal hrad vypálit a poničit pevnost i domy uvnitř. Před rekonstrukcí hradu Benátčany v roce 1572, Turci nechali hrad poničit ještě jednou. Po rekonstrukci hrad zůstal nedobyt až do roku 1819, kdy Ali Paša Janinský hrad obléhal z hradu Anthousa.

## Kostely

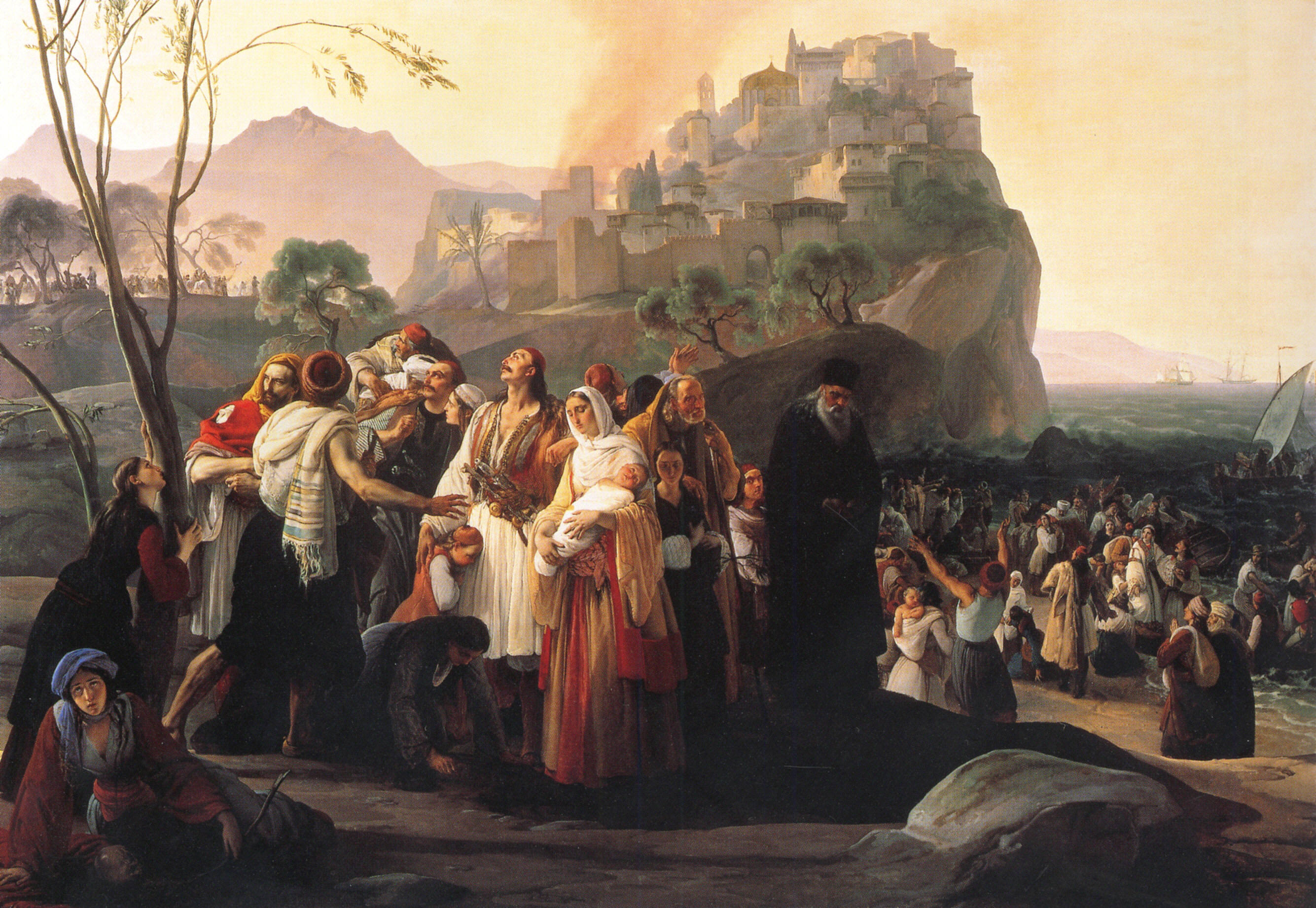
Francesco Hayez: Běženci z Pargy

V Parze a okolí se nachází velké množství kostelů. Obyvatelstvo je převážně věřící, kvůli historickému postavení (museli čelit útokům pirátů a Turků), proto se začali obracet na náboženství. Mezi nejznámější patří kostel svatého Mikuláše a kostel svaté Heleny.

## Seznam památek
- Historický hrad
- Církevní muzeum
- Kostel svatého Mikuláše (patron Pargy)
- Klášter Agia Vlacherna
- Hrad „Ali Paša“ v Anthouse

## Fotogalerie

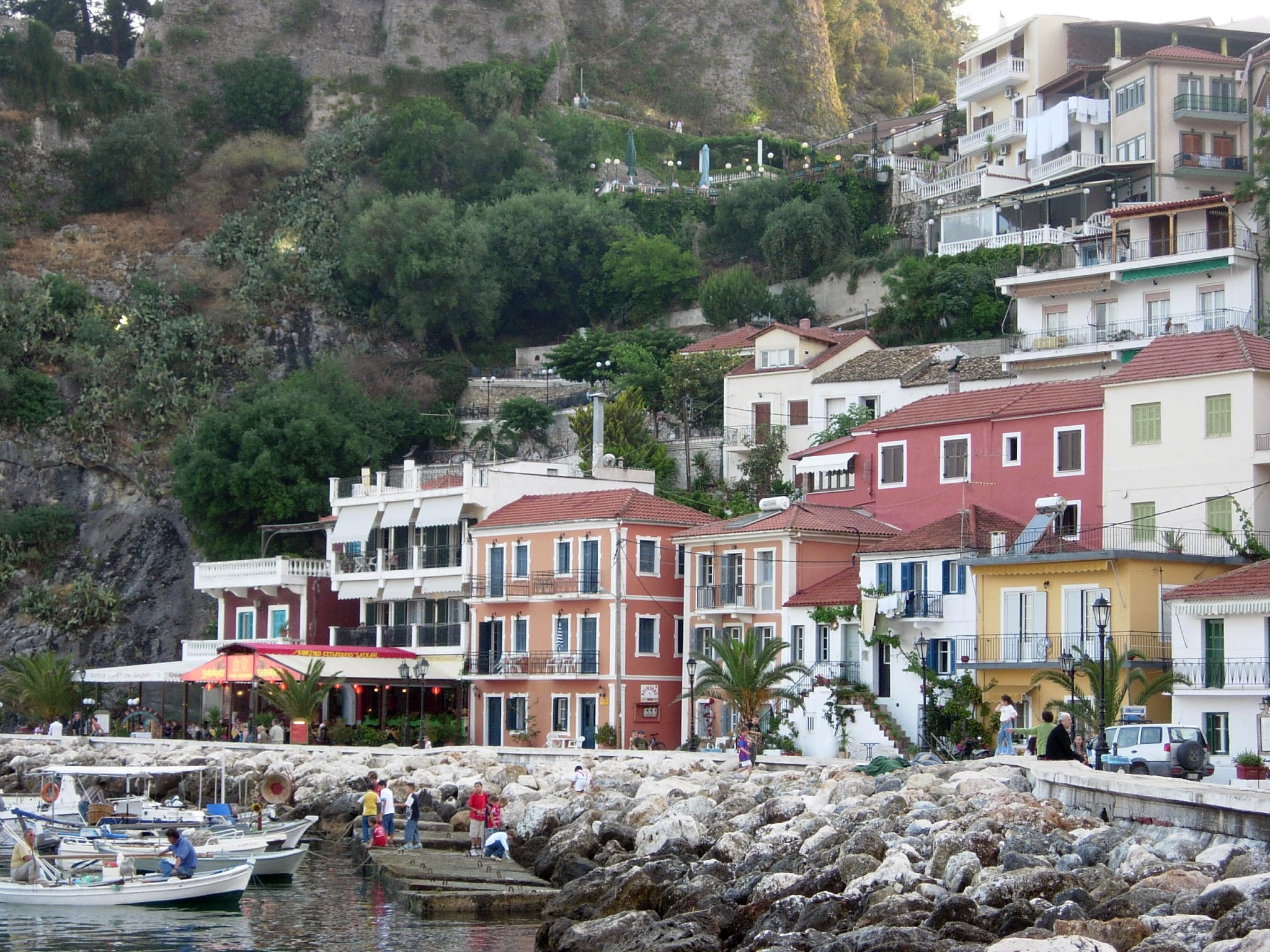
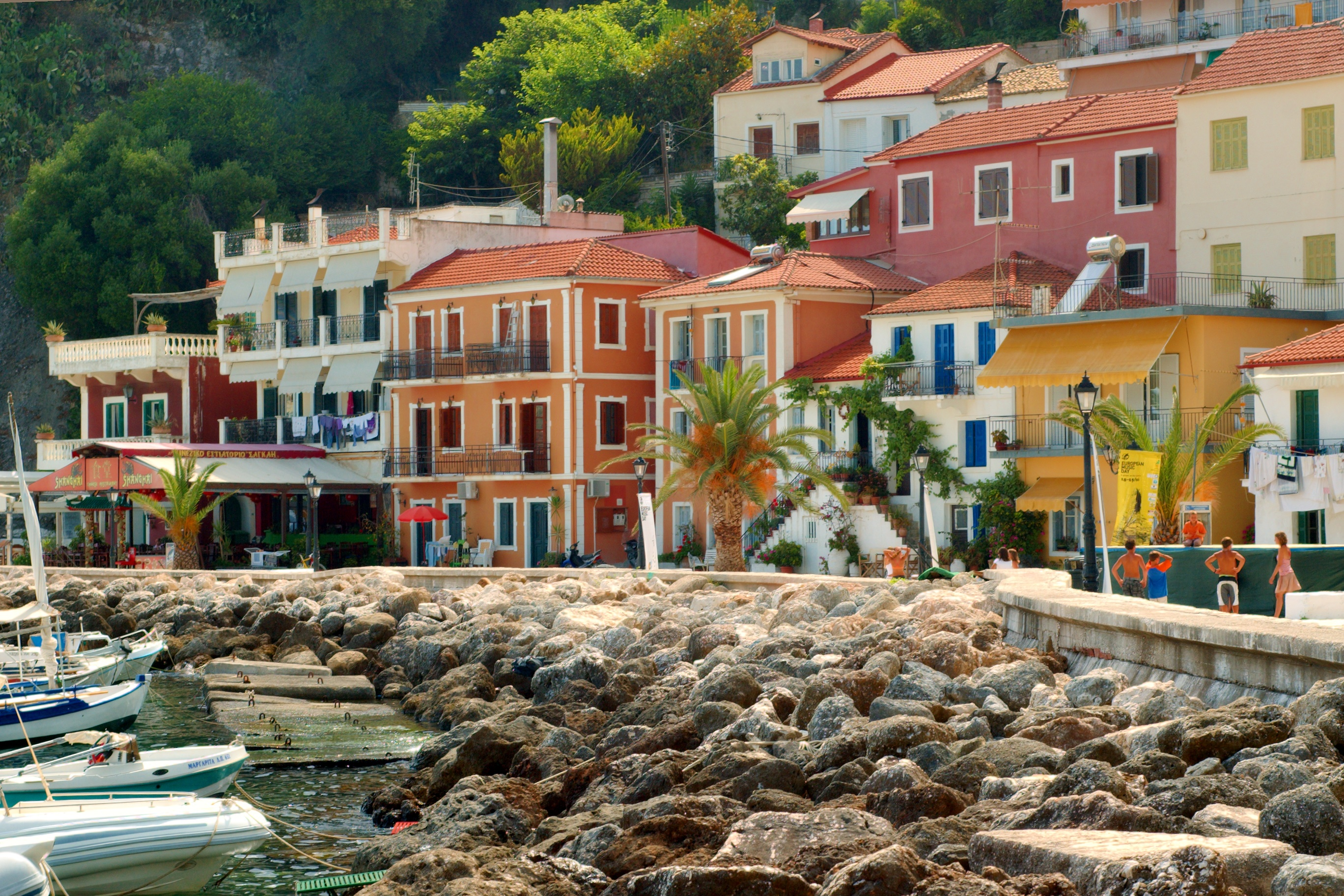